# Renato Donatelli
Renato Donatelli (Morino, 16 luglio 1927 – Milano, 5 ottobre 1969) è stato un cardiochirurgo italiano.
Nel 1963 ha effettuato, per primo in Italia e fra i primi nel mondo, una sostituzione di valvola cardiaca non più efficiente con una artificiale in materiale plastico.

## Biografia

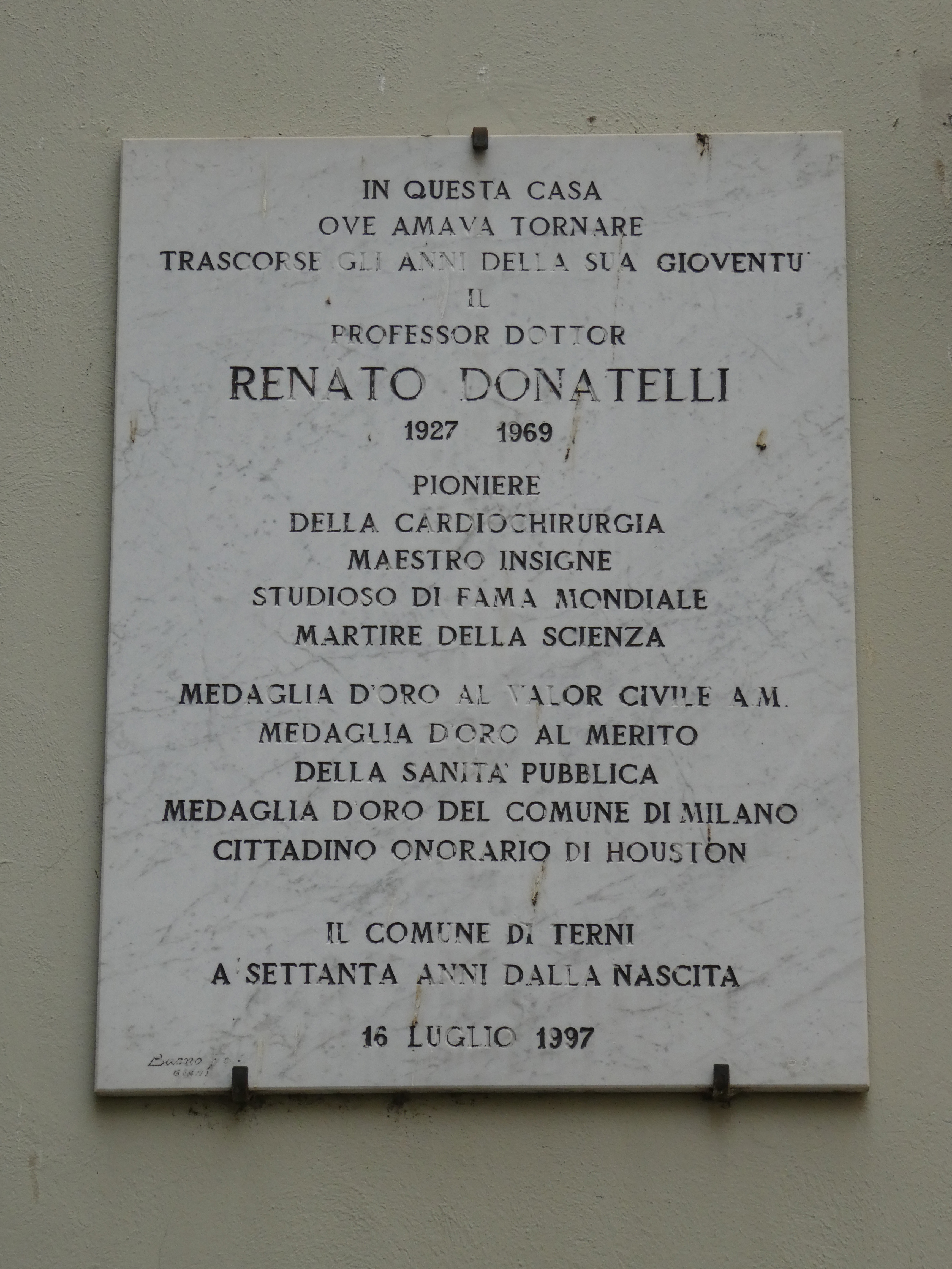
Targa a Renato Donatelli a Terni

Nato a Morino, trascorre parte della sua infanzia ad Istanbul dal momento che il padre lavora come ingegnere in una società idroelettrica italo-turca. Ritornato a Terni, città d'origine della famiglia, è costretto ad interrompere gli studi liceali, poi ripresi prima a Venezia e in seguito a Milano, a causa della seconda guerra mondiale. Successivamente si iscrive alla Facoltà di Medicina e Chirurgia dell'Università degli Studi di Milano, dove si laurea nel 1951 con il massimo dei voti. Apre un ambulatorio a Milano e, oltre ad essere medico fiduciario dell'INAM e di altri enti previdenziali, lavora come assistente volontario presso il padiglione Pizzamiglio di chirurgia generale dell'Ospedale Niguarda di Milano.
In questo reparto conosce un sodalizio professionale con il primario Angelo De Gasperis, di cui diventa nel 1956 assistente medico chirurgo incaricato e in seguito assistente medico chirurgo effettivo. La loro collaborazione è incentrata sulla correzione di complesse cardiopatie tramite l'ipotermia profonda associata alla circolazione extracorporea, applicabile dopo esperimenti e la messa a punto della macchina cuore-polmone e dello scambiatore di calore. Consegue nel 1957 la specializzazione in Chirurgia generale e Terapia chirurgica presso l'Università degli Studi di Genova e due anni dopo quella in Chirurgia polmonare all'Università degli Studi di Torino. Dopo la morte di De Gasperis, nel 1962, oltre a succedergli come primario, fonda nello stesso Ospedale, con i cardiochirurghi Fausto Rovelli ed Alessandro Pellegrini, il Centro di cardiologia e di cardiochirurgia, oggi De Gasperis Cardio Center..
L'anno successivo consegue la docenza in chirurgia toracica ed effettua il primo intervento chirurgico in Italia di sostituzione della valvola mitrale con una protesi artificiale; a questa operazione chirurgica seguono nel 1964 la sostituzione della valvola aortica e nel 1965 la sostituzione contemporanea della valvola mitrale e aortica. Diventa nel 1966 primario di ruolo della divisione di chirurgia toracica e socio onorario dell'Accademia Lancisiana di Roma. Nello stesso anno esegue i primi esperimenti di trapianto di cuore su animali: dal punto di vista chirurgico le operazioni hanno successo, ma si manifestano problemi di altra tipologia. Infatti all'epoca la legge italiana non permetteva la sostituzione di mono organi, permessa solo molti anni dopo e, inoltre, era difficoltoso stabilire con certezza la morte del donatore, tenuto conto che al momento in cui si effettua il prelievo dell'organo il cuore deve essere pulsante. Altri problemi sorgevano riguardo l'immunità e il rigetto da affrontare con adeguati farmaci non ancora sufficientemente testati.
Esegue nel 1967 la contemporanea sostituzione nello stesso paziente di tre valvole del cuore, operazione effettuata per la prima volta in Italia ed anche in Europa e fra i pochi nel mondo. Fonda, con il professor Pietro Valdoni e altri colleghi, la Società italiana di chirurgia cardiaca di cui fu vicepresidente. Gli viene conferita nel 1968 la cittadinanza onoraria di Houston, mentre nel 1969 viene premiato assieme al chirurgo Christiaan Barnard con il Bisturi d'oro in occasione delle Giornate cardiologiche internazionali di Napoli. Muore il 5 ottobre dello stesso anno a Milano per un'epatite contratta alcuni anni prima da un paziente che aveva curato.

## Pubblicazioni scientifiche
Fu autore di oltre 200 pubblicazioni scientifiche e, fra le altre, delle seguenti monografie:
- L'ipotermia associata alla circolazione extra corporea, edizioni La chirurgia toracica, Roma, 1966
- Cardiopatie congenite ed acquisite, edizioni Piccin, Padova, 1967
- Le protesi mitraliche, edizioni La chirurgia toracica, Roma, 1968
- La tetralogia di Fallot, edizioni Piccin, Padova, 1969
- Cardiopatie reumatiche e insufficienza coronarica, edizioni Piccin, Padova, 1969

## Riconoscimenti
- Medaglia d’Oro di benemerenza del Comune di Milano (Ambrogino) - 1969

Motivazione: “Cardiochirurgo di chiara fama ha proseguito con magnifico impulso unitamente ai valorosi colleghi l’opera iniziata da Angelo De Gasperis nella divisione di Terapia Chirurgica delle pneumopatie e cardiopatie presso l’Ospedale Maggiore di Milano Niguarda unendo alle doti dello scienziato le grandi virtù dell’uomo e dell’animatore praticate nella sua intensa vita immaturamente stroncata da morbo contratto nell'adempimento della generosa missione. Aldo Aniasi - Sindaco.”
- Medaglia d’Oro Giornata Nazionale del Medico (18 ottobre 1969)

Comitato promotore: Giuseppe Ungaretti, Carlo Bo, Sandro Bolchi, Fabiano Fabiani, Alfonso Gatto, Franco Gentilini, Gino Giugni, Alberto Lupo, Renato Puchetti, Leone Piccioni, Alberto Spreafico, Ugo Zatterin. Presidente Mario Missiroli. La motivazione: “Nella memoria del prof. Donatelli onoriamo con sommo rispetto la sua eccezionale statura di medico e di scienziato, le sue genuine doti di umanità e di altruismo. Onoriamo in lui la figura esemplare del medico che consacra tutto se stesso alla professione intesa nel suo significato più alto sino all'estremo sacrificio della propria esistenza. Onoriamo in lui il geniale alfiere della cardiochirurgia italiana ed insieme il maestro che ha lasciato una impronta indelebile del suo talento e della sua illuminata visione scientifica. Nel suo ricordo auspichiamo che la scuola del Centro De Gasperis vanto di Milano e di tutta l’Italia proceda sulla strada da lui segnata verso nuove conquiste nell'eterna lotta dell’uomo contro la sofferenza.”
- Medaglia d’Oro con diploma di benemerenza (alla memoria) del Consiglio di Amministrazione degli Istituti Ospitalieri di Milano
- Premio Victor “Uomo del giorno” Milano settembre 1963
- Bisturi d’Oro - Napoli 1969
- Socio onorario Accademia Lancisiana - Roma 1966
- Cittadinanza onoraria di Houston – 1968
- Ape d’Oro della Provincia di Terni – 1999
- Vie a: Milano, Terni, Morino (AQ), Trescore Balneario (BG)
- Reparto Cardiologico Ospedale Civile - Terni
- Divisione Cardiochirurgia e Cardiologia Ospedale di Circolo - Varese
- Blocco Operatorio div. Cardiochirurgia A.De Gasperis Ospedale Magg. - Milano
- Liceo Scientifico – Milano
- Liceo Scientifico - Terni
- Scuola media statale – Roma
- Scuola media statale – Morino (AQ)
- Scuola elementare – Terni
- Scuola elementare – Segrate (Mi)
- Scuola Infermieri Professionali – Perugia
- Lapide del Comune di Terni
- Alla sua memoria nel novembre 1977 nel cinquantesimo dalla sua nascita presso l'Ospedale Maggiore di Milano simposio internazionale su “Presente e futuro delle protesi cardiache”.
- Sotto l’Alto Patronato del Presidente della Repubblica e del Ministero della Sanità, il 19-20 novembre 1999 a 30 anni dalla morte, pure a Milano si tenne altro simposio internazionale sul tema: “New trend in congestive heart failure treatment”.
- Dal 1971 nell'ambito dei corsi annuali di aggiornamenti cardiologici, che si tengono presso l’Ospedale Maggiore di Milano Niguarda, viene consegnato il Premio Renato Donatelli all'autore del miglior lavoro presentato in tema cardiochirurgico.